# Burgraviat de Friedberg
XIIIe siècle – 1806
Entités suivantes :
- Grand-duché de Hesse

Le burgraviat de Friedberg (en allemand : Burggrafschaft Friedberg) était un ganerbinat du Saint-Empire romain germanique, situé en Vettéravie.
Il comprenait le château impérial de Friedberg et ses dépendances.
En 1768, l'empereur Joseph II crée, pour les membres de l'association, l'ordre de Saint-Joseph, ordre de chevalerie ayant l'empereur régnant pour grand-maître, le burgrave pour grand-prieur, les douze membres du conseil du burgrave pour grand-croix et les autres associés pour chevaliers.

## Territoire
En 1789, le burgraviat contrôlait la ville d'Empire de Friedberg et la juridiction de Kaichen (Freigericht Kaichen) et possédait une part du ganerbinat de Staden.

### Juridiction de Kaichen
La juridiction de Kaichen comprenait Kaichen et Ilbenstadt (aujourd'hui, deux quartiers de Niddatal), Heldenbergen (aujourd'hui, un quartier de Nidderau), Büdesheim (aujourd'hui, partie de Schöneck), Rendel, Klein-Karben, Groß-Karben, Okarben et Kloppenheim (aujourd'hui, cinq quartiers de Karben), Hülshofen (aujourd'hui, partie d'Okarben), Altenstadt, Oberau, Rommelhausen et Rodenbach (aujourd'hui, parties d'Altenstadt) ainsi que Helmanshausen et Klein-Altenstadt (aujourd'hui, parties d'Altenstadt).

## Fin du burgraviat
Par le recès du 25 février 1803, la diète perpétuelle d'Empire médiatise la ville d'Empire de Friedberg et l'adjuge au landgrave de Hesse-Darmstadt, Louis X.
Le traité de la confédération du Rhin, signé à Paris le 12 juillet 1806, élève Louis X au rang de grand-duc et lui adjuge le burgraviat de Frieberg pour le posséder en souveraineté jusqu'à la mort du burgrave, Clément-Auguste de Wesphalie, puis en toute propriété après la mort de celui-ci.
Le 27 septembre 1806, le prince d'Isembourg cède à Louis X, devenu le grand-duc Louis Ier de Hesse, sa part dans le ganerbinat de Staden.
Au congrès de Vienne, Clément-Auguste réclame le rétablissement du ganerbinat de Frieberg. Il n'obtient pas satisfaction.
Clément-Auguste meurt à Francfort-sur-le-Main le 26 décembre 1818.